# Thyatirina
Thyatirina là một chi bướm đêm thuộc họ Noctuidae.